# 维克托·斯克沃尔托夫
维克托·斯克沃尔托夫（羅馬尼亞語：Victor Scvortov，1988年3月30日—），摩尔多瓦、阿拉伯联合酋长国男子柔道运动员，2014年世界柔道锦标赛男子73公斤级铜牌得主、2018年亚洲运动会男子73公斤级铜牌得主。